# Saint-Cirice
Saint-Cirice – miejscowość i gmina we Francji, w regionie Oksytania, w departamencie Tarn i Garonna. Nazwa miejscowości pochodzi od imienia św. Cyryka.
Według danych na rok 1990 gminę zamieszkiwało 136 osób, a gęstość zaludnienia wynosiła 15 osób/km² (wśród 3020 gmin regionu Midi-Pireneje Saint-Cirice plasuje się na 927. miejscu pod względem liczby ludności, natomiast pod względem powierzchni na miejscu 1160.).